# Сольйо
Сольйо (італ. Soglio, п'єм. Seuri) — муніципалітет в Італії, у регіоні П'ємонт,  провінція Асті.
Сольйо розташоване на відстані близько 500 км на північний захід від Рима, 31 км на схід від Турина, 15 км на північний захід від Асті.
Населення — 151 особа (2014).
Покровитель — San Grato.

## Демографія
Населення за роками:

Станом на 1 січня 2023 року в муніципалітеті офіційно проживало 8 іноземців з 5 країн, серед них 3 громадяни країн Євросоюзу та 1 громадянин України.

## Сусідні муніципалітети
- Камерано-Казаско
- Кортанце
- Кортаццоне
- Монтек'яро-д'Асті
- П'єа
- В'яле